# Chylin Wielki
Chylin Wielki (pronunciación en polaco: /ˈxɨlin ˈvjɛlkʲi/) es un pueblo ubicado en el distrito administrativo de Gmina Wierzbica, dentro del condado de Chełm, Voivodato de Lublin, en el este de Polonia. Se encuentra a unos 5 kilómetros al norte de Wierzbica, a 20 kilómetros al noroeste de Chełm, y a 53 kilómetros al este de la capital regional Lublin.